# Waldomiro Monteiro
Waldomiro Monteiro é um ex-atleta carioca, especialista em provas de curta e média distância. Ele foi recordista brasileiro na prova dos 200m rasos em 1954. e medalhista de bronze na prova dos 800m do Campeonato Sul-Americano de Atletismo de 1953.
Um dos maiores atletas da história do Clube de Regatas do Flamengo, em 2000 ele foi homenageado por esta agremiação com uma placa na Calçada da Fama do Clube.